# The Best of Hank Crawford
The Best of Hank Crawford è una Compilation del sassofonista e pianista jazz statunitense Hank Crawford, pubblicato dalla casa discografica Atlantic Records nel 1970.

## Tracce

### LP
Lato A
1. The Peeper – 3:06 (Hank Crawford) – Tratto dall'album: From the Heart (1962)
2. Ain't No Way – 3:57 (Carolyn Franklin) – Tratto dall'album: Mr. Blues Plays Lady Soul (1969)
3. Angel Eyes – 6:30 (Earl Brent, Matt Dennis) – Tratto dall'album: More Soul (1961)
4. Boo's Tune – 6:39 (James Moody) – Tratto dall'album: More Soul (1961)

Lato B
1. Whispering Grass – 2:45 (Fred Fisher, Doris Fisher) – Tratto dall'album: Soul of the Ballad (1963)
2. Dig These Blues – 4:33 (Hank Crawford) – Tratto dall'album: Dig These Blues (1965)
3. Lorelei's Lament – 5:36 (Hank Crawford) – Tratto dall'album: The Soul Clinic (1961)
4. Stoney Lonesome – 5:40 (Hank Crawford) – Tratto dall'album: From the Heart (1962)

## Musicisti
The Peeper / Stoney Lonesome
- Hank Crawford - sassofono alto
- Dave Newman - sassofono tenore
- Leroy Cooper - sassofono baritono
- John Hunt - tromba
- Phil Guilbeau - tromba (tromba solo nel brano: Stoney Lonesome)
- Edgar Willis - contrabbasso
- Bruno Carr - batteria
- Registrazioni effettuate il 13 aprile 1962 (The Peeper) ed il 16 maggio 1962 (Stoney Lonesome) a New York City, New York
- Nesuhi Ertegun - produttore, supervisore

Ain't No Way
- Hank Crawford - sassofono alto
- David Newman - sassofono tenore, flauto
- Frank Wess - sassofono alto
- Seldon Powell - sassofono tenore
- Pepper Adams - sassofono baritono
- Ernie Royal - tromba
- Joe Newman - tromba
- Snookie Young - tromba
- Bernie Glow - tromba
- Jimmy Cleveland - trombone
- Bennie Powell - trombone
- Eric Gale - chitarra
- Paul Griffin - organo, pianoforte
- Ron Carter - basso fender
- Bernard Purdie - batteria
- Registrato il 12 febbraio 1969 a New York City, New York
- Joel Dorn - produttore

Angel Eyes / Boo's Tune
- Hank Crawford - sassofono alto, pianoforte
- David Fathead Newman - sassofono tenore
- Leroy Hog Cooper - sassofono baritono
- Phillip Guilbeau - tromba
- John Hunt - tromba, flicorno
- Edgar Willis - contrabbasso
- Milt Turner - batteria
- Registrazioni effettuate il 7 ottobre 1960 a New York City, New York
- Nesuhi Ertegun - produttore, supervisore

Whispering Grass
- Hank Crawford - sassofono alto, sassofono tenore
- Marty Paich - conduttore orchestra, arrangiamenti
- Sezione ritmica - componenti non identificati
- Sezione orchestra e strumenti ad arco - componenti non identificati
- Registrato il 16 febbraio 1963 a Los Angeles, California
- Nesuhi Ertegun - produttore, supervisore

Dig These Blues
- Hank Crawford - sassofono alto
- Wendell Harrison - sassofono tenore
- Leroy Cooper - sassofono baritono
- Phil Guilbeau - tromba
- Oliver Beener - tromba
- Alì Mohammed - contrabbasso
- Bruno Carr - batteria
- Registrato il 10 dicembre 1964 a New York City, New York
- Nesuhi Ertegun e Arif Mardin - produttori

Lorelei's Lament
- Hank Crawford - sassofono alto
- Dave Fathead Newman - sassofono tenore
- Leroy Hog Cooper - sassofono baritono
- Phillip Guilbeau - tromba
- John Hunt - tromba, flicorno
- Edgar Willis - contrabbasso
- Bruno Carr - batteria
- Registrato il 2 maggio 1961 a New York City, New York
- Nesuhi Ertegun - produttore, supervisore